# Jerusalem (gruppo musicale svedese)
I Jerusalem sono una christian rock band, fondata nel 1975 da Ulf Christiansson. Il gruppo è stato uno dei primi esempi di band che mischiano testi cristiani con un suono hard rock e heavy metal.

## Membri

### Attuali
I Jerusalem sono attualmente composti da 2 line-up
- Ulf Christiansson - voce, chitarra (1975 - )
- Anders Mossberg - basso (1978? - 1981?, 1996 - )
- Dan Tibell - tastiere (1975 - 1985, 1996 - )
- Klas Anderhell - batteria (1979? - 1981, 1996 - )
- Peter Carlsohn - basso (1981 - 1995, 2003? - )
- Reidar I. Paulsen - tastiere (1986? - 1995?, 2006 - )
- Michael Ulvsgärd - batteria (1981 - 1995, 2003? - )

### Passati
- Bertil Sörensson - basso (1978?)
- Danne Gansmoe - batteria (1978?)

Molti altri musicisti hanno fatto parte dei Jerusalem, questi due sono gli unici che hanno preso parte anche alle registrazioni

## Discografia

### Album studio
- Jerusalem (Volume 1) (1978/1980)
- Volym 2 (Volume 2) (1980)
- Krigsman (Warrior) (1981)
- Vi Kan Inte Stoppas (Can't Stop Us Now) (1983)
- Dancing on the Head of the Serpent (1987/1988)
- Prophet (1994)
- Volym Tre (Those Were the Days) (1996/1997)
- Volüm Fyra (R.A.D.) (1998)

### Live
- In His Majesty's Service - Live in USA (1985)
- Live - På ren svenska (1999)

### Raccolte
- 10 Years After (1988)
- Klassiker 1 (Classics 1) (1993)
- Klassiker 2 (Classics 2) (1993)
- Classics 3 (1995)
- Tretti (2006)
- Greatest Hits (2006)